# باژه-ل-شاتل
باژه-ل-شاتل (به فرانسوی: Bâgé-le-Châtel) یک کمون در فرانسه با جمعیت ۷۹۵ نفر است که در Canton of Bâgé-le-Châtel واقع شده‌است.